# Orepî, Novohrad-Volînskîi
Orepî (în ucraineană Орепи) este localitatea de reședință a comunei Orepî din raionul Novohrad-Volînskîi, regiunea Jîtomîr, Ucraina.

## Demografie
Componența lingvistică a localității Orepî
     Ucraineană (99,47%)
     Alte limbi (0,53%)
Conform recensământului din 2001, majoritatea populației localității Orepî era vorbitoare de ucraineană (99,47%), existând în minoritate și vorbitori de alte limbi.